# Ernst Schlüter
Ernst Schlüter – niemiecki prawnik, członek NSDAP, pracownik niemieckiej administracji na terenie Generalnego Gubernatorstwa. Przed wojną pracował w sądownictwie, osiągając stanowisko dyrektora sądu grodzkiego. W Generalnym Gubernatorstwie najpierw był szefem urzędu gubernatora dystryktu radomskiego. Od 23 października 1941 do 27 maja 1943 był starostą powiatowym w Dębicy. Początkowo pełnił swój urząd jako komisaryczny kierownik starostwa, a od 1 lutego 1943 jako starosta mianowany. Od 28 maja 1943 przejął obowiązki szefa urzędu gubernatora dystryktu lubelskiego, zastępując Wilhelma Englera, ponieważ był zaufanym nowego gubernatora dystryktu - Richarda Wendlera. W Lublinie przebywał do momentu ewakuacji w lipcu 1944. Potem był zastępcą gubernatora dystryktu krakowskiego.